# 4312 Knacke
4312 Knacke este un asteroid din centura principală, descoperit pe 29 noiembrie 1978 de Schelte Bus și Charles Kowal.